# Шаги и Скуби-Ду детективи
„Шаги и Скуби-Ду детективи“ (на английски: Shaggy & Scooby-Doo Get a Clue!) е десетото въплъщение от дълго излъчваната анимация на Хана-Барбъра – „Скуби-Ду“.

## „Шаги и Скуби-Ду детективи“ в България
В България сериалът започва излъчване на 7 декември 2008 г. по Нова телевизия с разписание всяка събота и неделя от 07:30 и завършва на 7 март 2009 г. На 26 септември 2009 г. започват повторенията на втори сезон, всяка събота и неделя от 07:30. Първи сезон не е повторен. Ролите се озвучават от артистите Поля Цветкова-Георгиу, Яница Митева, Георги Стоянов, Росен Плосков във втори сезон и Радослав Рачев.
На 1 юли 2012 г. от 06:30 започва повторно по bTV с разписание всяка неделя от 06:00 по два епизода и дублажът е записан наново. Ролите се озвучават от артистите Златина Тасева, Татяна Етимова, Георги Стоянов, Кирил Бояджиев и Радослав Рачев.